# Acomys airensis
Acomys airensis  (Thomas & Hinton, 1921) è un roditore della famiglia dei Muridi diffuso nell'Africa occidentale.

## Descrizione

### Dimensioni
Roditore di piccole dimensioni, con la lunghezza della testa e del corpo tra 90 e 115 mm, la lunghezza della coda tra 78 e 105 mm, la lunghezza del piede tra 16 e 18 mm e la lunghezza delle orecchie tra 13 e 19 mm.

### Aspetto
La pelliccia è spinosa particolarmente sulla groppa. Le parti superiori sono fulvo-grigiastre, più chiare sui fianchi, mentre le parti ventrali e le zampe sono bianche. La linea di demarcazione lungo i fianchi è netta. Il muso è appuntito, gli occhi sono piccoli, le orecchie sono relativamente grandi. Una macchia bianca è presente alla base di ogni orecchio ed un'altra è visibile sotto ogni occhio. La coda è lunga circa quanto la testa ed il corpo. Le femmine hanno un paio di mammelle pettorali e due paia inguinali. Il cariotipo è 2n=40,44 e 46 negli individui del Mali, 40 in quelli della Mauritania e 41,42,43 e 46 in quelli del Niger, mentre FNa è sempre 66.

## Biologia

### Comportamento
È una specie terricola e notturna. Si rifugia nei crepacci rocciosi.

### Alimentazione
Si nutre di insetti. In cattività appare onnivora e opportunisticamente carnivora.

### Riproduzione
Danno alla luce 2-3 piccoli alla volta. Femmine gravide sono state catturate nei mesi di agosto ed ottobre.

## Distribuzione e habitat
Questa specie è diffusa nella Mauritania meridionale, Mali, Niger, Sahara occidentale, estremo sud dell'Algeria e probabilmente anche in Ciad.
Vive in ambienti rocciosi fino a 1.000 metri di altitudine. Si trova regolarmente anche in giardini ed altri ambienti frequentati dall'uomo.

## Conservazione
La IUCN Red List, considerato il vasto areale, la popolazione numerosa e la tolleranza alle modifiche ambientali, classifica A.airensis come specie a rischio minimo (Least Concern).